# Ivan Mîkolaiciuk
Ivan Vasîlovîci Mîkolaiciuk (în ucraineană Іван Васильович Миколайчук; n. 15 iunie 1941, Ciortoria, Raionul Vijnița, RSS Ucraineană, URSS – d. 3 august 1987, Kiev, RSS Ucraineană, URSS) a fost un actor, scenarist și producător de film sovietic ucrainean.
A interpretat rolul huțulului Ivan în filmul Umbrele strămoșilor uitați (Тіні забутих предків) (1964), inspirat din nuvela omonimă a lui Mihailo Koțiubinski. A obținut Premiul Lenin al Comsomolului din Ucraina în 1967 și titlul de Artist Emerit al RSS Ucrainene în 1968. A primit postum Premiul Taras Șevcenko.

## Biografie
Mîkolaiciuk s-a născut într-o familie de țărani din satul bucovinean Ciortoria (raionul Cozmeni), în timpul celui de-al Doilea Război Mondial. Ivan a absolvit liceul din satul vecin Berbești, apoi Colegiul de Muzică din Cernăuți (1957), fiind angajat în 1961 la Teatrul Muzical-Dramatic Olga Kobyleanska din Cernăuți. La 29 august 1962, Ivan s-a căsătorit cu actrița de teatru (mai târziu Artistă a Poporului din Ucraina) Maria Karpiuk.
În perioada 1963-1965 a studiat la Institutul de Artă Teatrală Karpenko-Karyi din Kiev (instructor - Viktor Ivcenko). Pe parcursul acestor ani, Ivan a debutat în filmul Dvoe („Cei doi”), regizat de Leonid Osîka.
Filmele sale au fost adesea controversate și interzise de autoritățile sovietice, fiind urmărite anterior de KGB. Din cauza incidentelor produse de filmul Umbrele strămoșilor uitați al lui Paradjanov, autoritățile de partid i-au interzis lui Mîkolaiciuk apariția timp de cinci ani într-un film deoarece actorul era considerat prea naționalist și o persoană cu ideologie ostilă. Filmul Umbrele strămoșilor uitați, care a primit Premiul de Aur la cea de-a șaptea ediție a Festivalului Internațional de Film de la Moscova din 1971, a fost perceput aproape ca un atac ostil realizat de către forțele naționaliste ucrainene.
În 1979, cu ajutorul lui Volodîmîr Ivașko care a lucrat ca secretar cu activitatea ideologică în cadrul Comitetului Regional Harkov al Partidului Comunist al Ucrainei, Mîkolaiciuk a primit permisiunea de a juca în filmul Babylon 20th (Вавилон ХХ).
Mîkolaiciuk a murit în august 1987, la vârsta de 46 de ani. Casa lui din Ciortoria a fost transformată în muzeu. El a lăsat o moștenire durabilă filmului ucrainean. Mulți critici îl consideră drept cel mai mare actor din istoria cinematografiei ucrainene. El i-a inspirat, de asemenea, pe alți artiști, actori, cântăreți și scriitori ucraineni care își căutau identitatea ucraineană în epoca sovietică.

## Filmografie
| An      | Titlu                            | Rol                            | Note                                             |
| ------- | -------------------------------- | ------------------------------ | ------------------------------------------------ |
| 1964    | The Dream                        | Taras Șevcenko                 |                                                  |
| 1964    | Umbrele strămoșilor uitați       | huțulul Ivan                   | Premiul Lenin al Comsomolului din Ucraina (1967) |
| 1965    | The Viper                        | militarul alb Brîkin           |                                                  |
| 1966    | Wild Grass                       | Davîd Motuzka                  |                                                  |
| 1967    | Two deaths                       | scurtmetraj                    |                                                  |
| 1967    | Kyiv Melodies                    | compozitor                     |                                                  |
| 1968    | Mistake of Honoré de Balzac      | Levko (jockey-serf)            |                                                  |
| 1968    | Anicika                          | huțulul Roman                  |                                                  |
| 1968    | Scouts                           | Viktor Kurhanov                |                                                  |
| 1968    | Stone Cross                      | Mîkola                         |                                                  |
| 1968-69 | Eliberare                        | sergentul Savciuk              |                                                  |
| 1970    | Commisars                        | Hrîhorîi Hromov                |                                                  |
| 1971    | Pasărea albă cu o pată neagră    | Petro Dzvonar                  |                                                  |
| 1971    | I Go To You                      |                                |                                                  |
| 1971    | Lady from Berendei Land          | Rei                            |                                                  |
| 1971    | Zakhar Berkut                    | Liubomîr                       |                                                  |
| 1972    | Contrary to Everything           | Ioko                           |                                                  |
| 1972    | The Lost Deed                    | cazacul Vasîl                  |                                                  |
| 1973    | Novella About a Woman            | writer                         |                                                  |
| 1973    | When person smiled               | Oleksi                         |                                                  |
| 1973    | About Vitya, Masha, and marines  | Vakula                         |                                                  |
| 1974    | Maryna                           | dirijorul                      |                                                  |
| 1975    | The Channel                      |                                |                                                  |
| 1975    | Waves of the Black Sea           | Terenti                        |                                                  |
| 1976    | The troubled month of Veresen    | Hnat                           |                                                  |
| 1978    | The Sea                          | Simohîn                        |                                                  |
| 1978    | The redemption of sins of others | Rusîn                          |                                                  |
| 1979    | Babylon XX                       | Fabian                         |                                                  |
| 1980    | The Forest Song. Nymph           | Duhul Pădurii / unchiul Leo    |                                                  |
| 1981    | Such Late, Such Warm Autumn      | Hrîhor Korciak                 |                                                  |
| 1982    | The Return of Batterfly          | Anton Krușelnîțkîi             |                                                  |
| 1983    | The Legend of Princess Olga      | Marele Prinț Vladimir cel Mare |                                                  |
| 1983    | Myrhorod and its Inhabitants     | Kurocika                       |                                                  |
| 1986    | Zhmenyaks                        |                                |                                                  |
| 1983    | On the edge of the sword         | generalul Turcin               |                                                  |

| An   | Titlu                       | Note                                                                  |
| ---- | --------------------------- | --------------------------------------------------------------------- |
| 1979 | Babylon XX                  | Festivalul Unional de Film de la Dușanbe (1980) - cel mai bun regizor |
| 1981 | Such Late, Such Warm Autumn |                                                                       |

| An   | Titlu                                | Note |
| ---- | ------------------------------------ | ---- |
| 1971 | Pasărea albă cu o pată neagră        |      |
| 1974 | To Dream and to Live                 |      |
| 1977 | The Unsociable Man                   |      |
| 1978 | Under the Twins' Sign                |      |
| 1979 | Babylon XX                           |      |
| 1981 | So Late and Warm Autumn              |      |
| 1986 | And Memory Will Recall in the Sounds |      |
| 1989 | Fables About Ivan                    |      |